# Love You
Albums de The Beach Boys
15 Big Ones
(1976) M.I.U. Album
(1978)

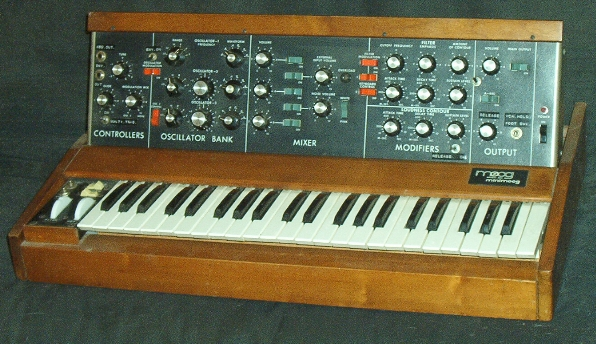

The Beach Boys Love You est le vingt-et-unième album studio des Beach Boys sorti en 1977. Originellement envisagé comme un album solo de Brian Wilson nommé Brian Wilson Loves You, il marque un bref retour au premier plan de ce dernier, qui écrit et produit tout l'album, une première depuis la fin des années 1960. 
Cet album est notable pour la présence importante de synthétiseurs, influencé par l'œuvre de Wendy Carlos. Malgré de faibles ventes à sa sortie, The Beach Boys Love You sera, dans les décennies qui suivent, fréquemment considéré par les fans et la critique comme l'un des meilleurs albums de la discographie des Beach Boys ainsi qu'un précurseur à des genres musicaux tels que la synthpop et la new-wave.
Après qu'on lui a demandé quel album il conseillerait pour commencer à écouter les Beach Boys, Brian Wilson répondra "D'abord Pet Sounds, puis écoutez The Beach Boys Love You".

## Titres
Toutes les chansons sont écrites et composées par Brian Wilson, sauf indication contraire.
| 1. | Let Us Go On This Way    | Brian Wilson, Mike Love     | 1:58 |
| 2. | Roller Skating Child     |                             | 2:17 |
| 3. | Mona                     |                             | 2:06 |
| 4. | Johnny Carson            |                             | 2:47 |
| 5. | Good Time                | Brian Wilson, Al Jardine    | 2:50 |
| 6. | Honkin' Down the Highway |                             | 2:48 |
| 7. | Ding Dang                | Brian Wilson, Roger McGuinn | 0:57 |

| 1. | Solar System                                        |  | 2:49 |
| 2. | The Night Was So Young                              |  | 2:15 |
| 3. | I'll Bet He's Nice                                  |  | 2:36 |
| 4. | Let's Put Our Hearts Together (avec Marilyn Wilson) |  | 2:14 |
| 5. | I Wanna Pick You Up                                 |  | 2:39 |
| 6. | Airplane                                            |  | 3:05 |
| 7. | Love Is a Woman                                     |  | 2:57 |